# Steuerstaatsprinzip
Das Steuerstaatsprinzip ist ein Begriff aus der staatsrechtlichen Diskussion in Deutschland, der die besondere Bedeutung der Steuern für die staatliche Einnahmeerzielung verdeutlichen soll.
Die Begriffe Steuerstaatsprinzip, synonym auch Steuerstaat, werden vom Grundgesetz (GG) selbst nicht verwendet. Als Rechtsgrundlage des Steuerstaats werden hauptsächlich die finanzverfassungsrechtlichen Kompetenzvorschriften der Art. 105 ff. GG herangezogen. Aus diesen Rechtsgrundlagen wird gefolgert, dass Steuern vom Grundgesetz als der Regeltypus der Geldlast angesehen werden.
Insbesondere das Bundesverfassungsgericht beruft sich in ständiger Rechtsprechung auf diesen Grundsatz. So heißt es in einer Entscheidung aus dem Jahre 1995:

„Der Finanzverfassung liegt die Vorstellung zugrunde, daß die Finanzierung der staatlichen Aufgaben in Bund und Ländern einschließlich der Gemeinden in erster Linie aus dem Ertrag der in Artikel 105 ff. GG geregelten Einnahmequellen erfolgt. Nicht-steuerliche Abgaben verschiedener Art sind allerdings nicht ausgeschlossen; die Finanzverfassung des Grundgesetzes enthält keinen abschließenden Kanon zulässiger Abgabetypen […]“

In der finanzverfassungsrechtlichen Diskussion ist umstritten, welche Rückschlüsse aus dem Steuerstaatsprinzip auf die Zulässigkeit nicht-steuerlicher Abgaben gezogen werden können. Zumindest auf Bundes- und Länderebene wird der größte Teil der staatlichen Einnahmen durch Steuern erzielt.
Das Gegenmodell für den Steuerstaat ist der Gebührenstaat. „Im „Gebührenstaat“ zahlt dem Äquivalenzprinzip entsprechend jeder nur für die Leistungen, die er in Anspruch nimmt – sofern er sie bezahlen kann. Ein sozialer Ausgleich über eine Steuerprogression findet nicht statt.“ 
Dass sich Staaten hauptsächlich über Steuern und nicht über Gebühren finanzieren (daher Steuerstaat) hat praktische Gründe. Zum einen ist es unrealistisch, den Finanzbedarf des Staates überwiegend durch Gebühren zu finanzieren, da viele Staatsfunktionen Gemeinschaftsaufgaben dienen, die keine auf die einzelnen Bürger individuell aufteilbare Leistungen zum Gegenstand haben. Zum anderen dienen Steuern nicht nur rein fiskalischen Zwecken, sondern haben auch eine soziale Funktion (Leistungsfähigkeitsprinzip).
Der Begriff „Steuerstaat“ wurde von Joseph Schumpeter weit über die finanzwissenschaftliche Diskussion hinaus popularisiert und als fortschrittlichstes Modell sowohl gegen vorangegangene Fiskalvarianten wie den Feudalstaat wie auch gegen Alternativen wie sozialistische und staatskapitalistische Staatsfinanzierungswege beworben. Die politische Idee des Steuerstaates im Sinne Schumpeters steht in der Tradition liberalistischen Staatsfinanzierungsdenkens, in der die Steuer als ein das Privateigentum schützendes Fiskalmedium und willkürliche staatliche Eingriffe abwehrendes Institut marktwirtschaftlich integrierter freiheitlicher Gesellschaften propagiert wird. In diesem Sinne war Schumpeters Text 1918 als eine gesellschaftstheoretisch inspirierte Polemik gegen radikale Umverteilung und überkommene politische Autorität gedacht.